# 大槻文蔵
- 大槻文蔵
- 大槻文藏

大槻 文蔵（大槻文藏；おおつき ぶんぞう、1942年（昭和17年）9月25日 - ）は、シテ方観世流の能楽師で、人間国宝である。 大阪を代表する能楽師。

## 概要
1942年（昭和17年）に大槻秀夫の長男として大阪市に生まれる。祖父大槻十三、父および観世寿夫に師事。1947年（昭和22年）『鞍馬天狗』花見で初舞台。1998年（平成10年）に『檜垣』、2007年（平成19年）に『関寺小町』、2012年（平成24年）に『姨捨』を披き、三老女を完演する。梅原猛、天野文雄、村上湛、堂本正樹、伊藤正義らとともに復曲能や新作能にも積極的に取り組み、能の可能性を広げてきた。また、自身の発表の会として「大槻文藏の会」を毎年開催している。2013年4月に大槻裕一を芸養子とした。1996年（平成8年）松尾芸能賞優秀賞、1998年（平成10年）に観世寿夫記念法政大学能楽賞受賞、2000年（平成12年）に芸術選奨文部大臣賞など受賞多数。2002年（平成14年）に紫綬褒章を受章。2016年（平成28年）に人間国宝（重要無形文化財各個認定保持者）、2018年（平成30年）に文化功労者に認定。

## 主な披曲
- 1947年（昭和22年）『鞍馬天狗』稚児で初舞台[5]
- 1950年（昭和25年）『猩々』で初シテ[8]
- 1955年（昭和30年）『鷺』[9]
- 1962年（昭和37年）『道成寺』[2][10]
- 1969年（昭和44年）『望月』[8]
- 1982年（昭和57年）『恋重荷』[9]
- 1989年（平成元年）『卒都婆小町』[9]
- 1990年（平成2年） 『朝長 懺法』[8]
- 1998年（平成10年）『檜垣』[9]
- 2007年（平成19年）『関寺小町』[9]
- 2012年（平成24年）『姨捨』[2]
- 2014年（平成26年）『鸚鵡小町』

## 主な復曲能
- 1985年（昭和60年） - 『松浦佐用姫』[8]
- 1986年（昭和61年） - 『苅萱』[8]
- 1987年（昭和62年） - 『多度津左衛門』[8]
- 1988年（昭和63年） - 『維盛』[8]
- 1991年（平成3年） - 『鵜羽』[8]
- 1997年（平成9年） - 『敷地物狂』[8]
- 2000年（平成12年） - 『鐘巻』[8]
- 2001年（平成13年） - 『長柄』[8]
- 2007年（平成19年） - 『自然居士』
- 2013年（平成25年） - 『経盛』

## 主な新作能
- 1999年（平成11年） - 『蛙ケ沼』『当願暮頭』『渇水龍女』『額田王』
- 2000年（平成12年） - 『大阪城』
- 2008年（平成20年） - 『河勝』
- 2012年（平成24年） - 『生國魂』

## 受賞等
- 1997年（平成9年） - 読売演劇大賞優秀男優賞[9]
- 1998年（平成10年） - 文化庁芸術祭優秀賞[9]
- 1998年（平成10年） - 観世寿夫記念法政大学能楽賞
- 1998年（平成10年） - 大阪芸術祭優秀賞
- 1999年（平成11年） - 芸術選奨文部大臣賞[2]
- 2002年（平成14年） - 紫綬褒章[9]
- 2006年（平成18年） - 大阪文化祭賞グランプリ[5]
- 2006年（平成18年） - 大阪舞台芸術賞
- 2013年（平成25年） - 旭日小綬章[6]
- 2016年（平成28年） - 重要無形文化財「能シテ方」保持者に認定（各個認定、いわゆる人間国宝）
- 2018年（平成30年） - 文化功労者[11]

## 役職
- 公益社団法人能楽協会大阪支部支部長[2]
- 大阪能楽養成会副会長
- 公益財団法人文楽協会評議員
- 大阪文化芸能国民健康保険組合理事長
- 公益財団法人大槻能楽堂理事長

## 関連書誌
- 「父子対談 稽古雑感」『観世』第32巻第6号、桧書店、1965年6月、13-15頁、doi:10.11501/6031400。
- 「『松浦佐用姫』を演じて」『観世』第52巻第4号、桧書店、1985年4月、26-27頁、doi:10.11501/6031638。
- 「「多度津の左衛門」を復活上演して」『観世』第55巻第8号、桧書店、1988年8月、60-62頁、doi:10.11501/6031678。
- 「体調に留意」『観世』第57巻第12号、桧書店、1990年12月、66-67頁、doi:10.11501/6031706。
- 「復曲--私の10年」『芸能』第33巻第2号、芸能発行所、1991年2月、26-28頁、doi:10.11501/2276673。
- 「芝祐靖」『楽劇学』第2号、楽劇学会、1995年3月、94-98頁、doi:10.11501/4428030、ISSN 1340-5721。
- 「この人の日々」『上方芸能』第121号、『上方芸能』編集部、1995年7月、80—81、doi:10.11501/7958921、ISSN 0910-5506。
- 「現在・未来を生きる能--復曲・企画公演を通して」『観世』第65巻第6号、桧書店、1998年6月、66-67頁、doi:10.11501/6031706。
- 「復曲の行方」『能と狂言』第5号、能楽学会、2007年5月、72-74頁。
- 「復曲という作業 よみがえる能」『やそしま』第14号、関西・大阪21世紀協会上方文化芸能運営委員会、2020年12月、1-20頁。
- 「「やそしま」最終号に寄せて」『やそしま』第16号、関西・大阪21世紀協会上方文化芸能運営委員会、2022年12月、17-21頁。
- 「二〇二二年度の舞台活動：新作の〈鬼滅の刃〉〈聖徳太子〉〈蛙ヶ沼〉を中心に」『楽劇学』第30号、楽劇学会、2023年5月、129-132頁、ISSN 1340-5721。
- 「亡霊と出会う」『月刊住職』第26巻第5号、興山舎、2024年5月、56-59頁。

## 脚註